# Sony Pictures
Sony Pictures Entertainment Inc. (simplement coneguda com a Sony Pictures i abreujat com SPE) és una empresa que produeix, compra, i distribueix diversos tipus de productes audiovisuals. Mitjançant un holding intermediari anomenat Sony Film Holding Inc., aquesta opera com a filial de Sony Entertainment Inc.; que és en si mateixa una filial de la multinacional amb seu a Tòquio Sony Corporation (que és qui té tot el seu percentatge de participació).